# Sainkho Namtchylak
Sainkho Namtchylak, właśc. Ludmiła Okan-oołowna Namczyłak (ur. 1957) – tuwińska artystka, rozpoznawana głównie jako piosenkarka eksperymentalna. Znana jest przede wszystkim ze swojego śpiewu gardłowego (chöömej). Skala jej głosu obejmuje 7 oktaw. Studiowała na Tuwińskim Uniwersytecie Państwowym w Kyzyle oraz w moskiewskiej Szkole Muzycznej im. Gniesinych. Od wielu lat mieszka w Wiedniu.

## Dyskografia

### Albumy studyjne
- 1991 Book of Roses (album Andreasa Vollenweidera, udział gościnny)
- 1991 Tunguska-Guska. Eine Meteoriten-Oper (Sainkho Namtchylak, Grace Yoon, Iris Disse)
- 1991 When The Sun is Out You Don't See Stars (Sainkho Namtchylak, Peter Kowald, Werner Lüdi, Butch Morris)
- 1991 Lost Rivers
- 1991 Octet Ost (album Christiana Muthspiela)
- 1993 Out of Tuva
- 1993 Dancing on the Island (Sainkho Namtchylak & Irene Becker)
- 1994 First Take (Vresh Milojan, Mergen Mongush, Gendos & Sainkho Namtchylak jako Biosintes)
- 1995 Life at City Garden (Moscow Composers Orchestra & Sainkho)
- 1995 An Italian Love Affair (Moscow Composers Orchestra & Sainkho)
- 1996 Mars Song (Sainkho Namtchylak & Evan Parker)
- 1996 Für H.C.: Ein Fest zum 75.
- 1997 Time Out. Seven Songs for Tuva
- 1998 Naked Spirit (z gościnnym udziałem Dżiwana Gaspariana)
- 1999 Aura (z gościnnym udziałem Petera Kowalda i The Vladimirs)
- 1999 Temenos (ścieżka dźwiękowa, na której, oprócz Sainkho Namtchylak, pojawili się m.in. Catherine Bott i Shelley Hirsch)
- 2000 Stepmother City
- 2003 Who Stole the Sky? (z udziałem Tony'ego Bowersa)
- 2005 Forgotten Streets of St. Petersburg (Tri-O & Sainkho)
- 2005 Arzhaana. Musical Fairy Tale (Arzhaana. Muzykal'naya skazka)
- 2007 Nomad
- 2008 Mother-Earth! Father-Sky! (Huun-Huur-Tu & Sainkho Namtchylak)
- 2008 Portrait of an Idealist (Moscow Composers Orchestra & Sainkho)
- 2010 Cyberia
- 2013 Go to Tuva (Garlo & Sainkho Namtchylak)
- 2015 Like a Bird or Spirit, Not a Face
- 2021 Earth (Minim[a] feat. Sainkho Namtchylak)[2][3][4]

### Albumy koncertowe
- 1992 Letters
- 1993 The Performance Art Units Subway Performance
- 1993 Live (Sainkho Namtchylak & Kang Tae Hwan)
- 1995 Sound Poetry Live at Schule für Dichtung (Sainkho Namtchylak, Allen Ginsberg, Edward Sanders, Wolfgang Bauer)
- 1997 Let Peremsky Dream (Moscow Composers Orchestra & Sainkho)
- 1997 The Gift (Moscow Composers Orchestra & Sainkho)
- 2007 Tuva-Irish Live Music Project (Sainkho Namtchylak & Roy Carroll)
- 2008 In Trance (Sainkho Namtchylak & Jarrod Cagwin)
- 2011 Simply Live[5]
- 2021 Manifesto - Live at SPATiF (Minim[a] feat. Sainkho Namtchylak) – nagrania zarejestrowane pod koniec 2019 roku podczas występu w warszawskim klubie SPATiF[6][7]

## Publikacje książkowe
- 2001 International Anthology of Sound Poetry (Rosja)
- 2006 Karmaland (książka + audio CD)
- 2006 Chelo-Vek